# Trenton (Georgia)
Trenton es una ciudad ubicada en el condado de Dade en el estado estadounidense de Georgia. En el año 2000 tenía una población de 1.942 habitantes.

## Geografía
Trenton se encuentra ubicada en las coordenadas 34°52′32″N 85°30′31″O / 34.87556, -85.50861 (34.875609, -85.508644).
Según la Oficina del Censo, la localidad tiene un área total de 8 km² (3,1 mi²), de la cual 8 km² (3,1 mi²) es tierra y 0 km² (0 mi²) (0.00%) es agua.

## Demografía
Según la Oficina del Censo en 2000 los ingresos medios por hogar en la localidad eran de $34,612, y los ingresos medios por familia eran $40,450. Los hombres tenían unos ingresos medios de $31,354 frente a los $22,104 para las mujeres. La renta per cápita para la localidad era de $16,336. 